# Under a Violet Moon
Under a Violet Moon è il secondo album dei Blackmore's Night.

## Tracce
1. Under a Violet Moon - 4:23
2. Castles and Dreams - 3:33
3. Past Times with Good Company - 3:24 (scritta da Enrico VIII d'Inghilterra)
4. Morning Star - 4:41
5. Avalon - 3:03
6. Possum Goes to Prague - 1:13
7. Wind in the Willows - 4:12
8. Gone with the Wind - 5:24 (basata sulla canzone tradizionale russa Poljushko Pole)
9. Beyond the Sunset - 3:45
10. March the Heroes Home - 4:39
11. Spanish Nights (I Remember It Well) – 5:23
12. Catherine's Howard Fate - 2:34
13. Fool's Gold - 3:32
14. Durch Den Wald Zum Bach Haus - 2:31
15. Now and Then - 3:11 (basata sul Preludio in Do di J.S. Bach)
16. Self Portrait - 3:19 (cover dei Rainbow)

## Formazione
- Candice Night, voce
- Ritchie Blackmore, chitarra elettrica, chitarra acustica, basso, mandolino, tamburo, tamburello
- Jens Johansson, tastiera
- Jeff Glixman, tastiera
- Kevin Dunne, batteria